# Weathered
Albums de Creed
Human Clay
(1999) Full Circle
(2009)
Singles
1. My Sacrifice
Sortie : Octobre 2001
2. Bullets
Sortie : 23 février 2002
3. One Last Breath
Sortie : 7 mai 2002
4. Don't Stop Dancing
Sortie : 22 octobre 2002
5. Weathered
Sortie : 6 novembre 2002

Weathered est le troisième album du groupe de rock américain, Creed. Il est sorti le 20 novembre 2001 sur le label Wind-up Records et a été produit par le groupe, John Kurzweg et Kirk Kelsey.

## Historique
Le groupe entra en studio le 20 juillet 2001 pour enregistrer cet album. Pour l'occasion il loua une résidence privée dans la petite ville de Ocoee dans le centre de la Floride. Des enregistrements supplémentaires furent effectués dans les studios Transcontinental à Orlando. Il est le seul album du groupe sans le bassiste Brian Marshall, ce dernier avait quitté le groupe après l'album Human Clay à la suite de différends avec Scott Stapp. C'est le guitariste Mark Tremonti qui assure les parties de basse sur cet album.
Cinq singles seront tirés de l'album, My Sacrifice (#4 Hot 100), One Last Breath (#6 hot 100), Bullets (#11 MRT)), Weathered (#7  MRT) et Don't Stop Dancing.
Cet album débuta le 8 décembre 2001 directement à la première place du Billboard 200 aux États-Unis. Il se maintiendra à cette place pendant 8 semaines consécutives et se vendra à plus de six millions d'albums aux USA.
Il est le dernier album de Creed avant la reformation du groupe en 2009. Tremonti, Scott Phillips rejoindront Brian Marshall et créeront Alter Bridge avec le chanteur/guitariste Myles Kennedy, Scott Stapps débutera une carrière solo.

## Liste des titres
- Tous les titres sont signés par Mark Tremonti et Scott Stapp.

| No  | Titre              | Durée |
| --- | ------------------ | ----- |
| 1.  | Bullets            | 3:49  |
| 2.  | Freedom Fighter    | 2:36  |
| 3.  | Who's Got My Back? | 8:25  |
| 4.  | Signs              | 4:29  |
| 5.  | One Last Breath    | 3:58  |
| 6.  | My Sacrifice       | 4:54  |
| 7.  | Stand Here With Me | 4:17  |
| 8.  | Weathered          | 5:30  |
| 9.  | Hide               | 4:27  |
| 10. | Don't Stop Dancing | 4:33  |
| 11. | Lullaby            | 3:04  |

## Musiciens
Creed
- Scott Stapp: chant
- Mark Tremonti: guitares, basse
- Scott Phillips: batterie, claviers

Personnel additionnel
- John Kurzweg: claviers

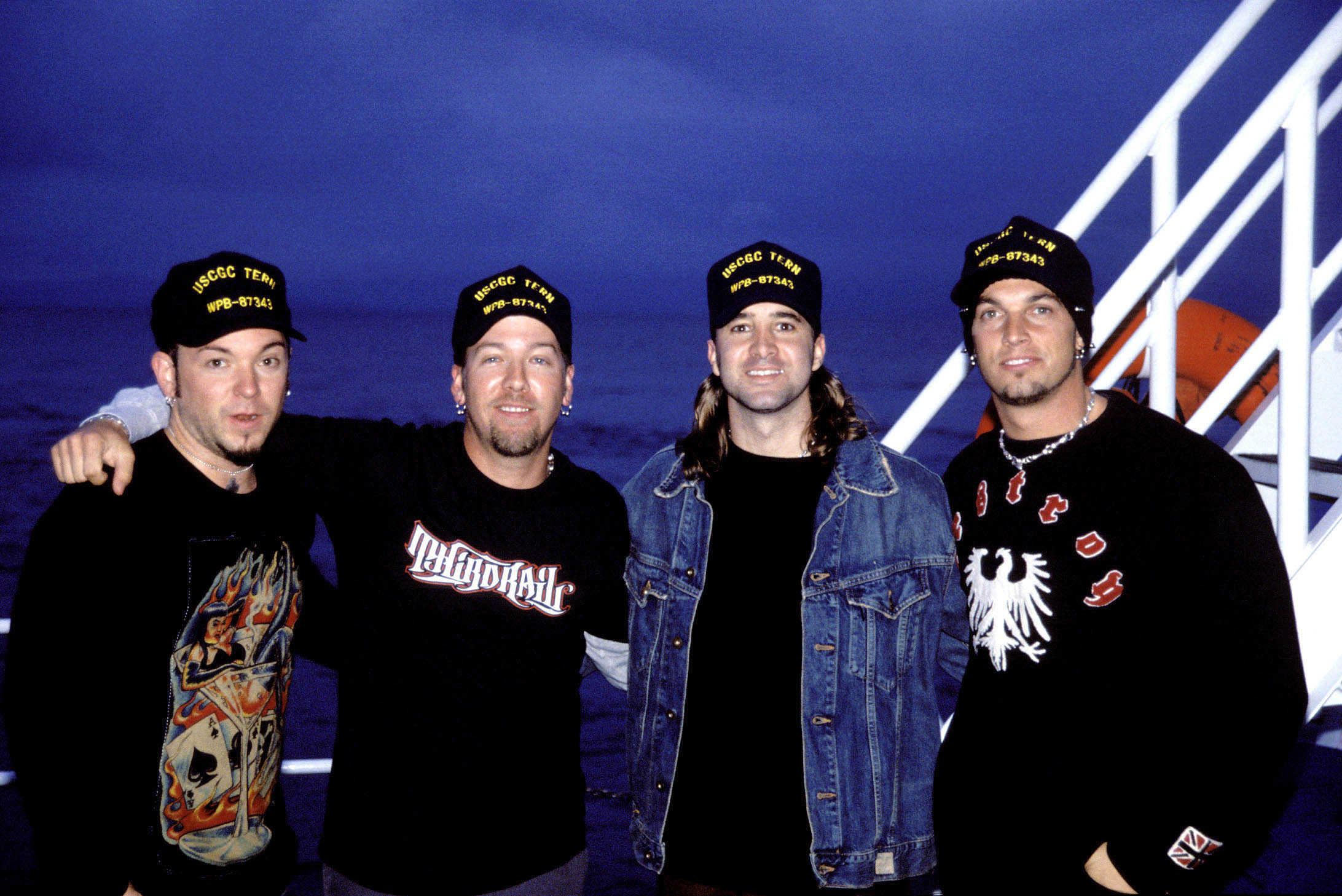
Creed en 2002 avec Brett Hestla (1er à gauche) qui assura la basse pour la tournée de promotion de l'album.

- Amie Stapp: chœurs sur Don't Stop Dancing
- The Tallahassee Boys' Choir: chœurs sur Don't Stop Dancing
- James "Bo" Taylor: prière Cherokee sur Who's Got My Back

## Charts et certifications

### Album
| Pays             | Durée du classement | Meilleur classement |
| ---------------- | ------------------- | ------------------- |
| Allemagne        | 21 semaines         | 8e                  |
| Australie        | 25 semaines         | 3e                  |
| Autriche         | 22 semaines         | 8e                  |
| Canada           | 12 semaines         | 3e                  |
| Danemark         | 4 semaines          | 26e                 |
| États-Unis       | 74 semaines         | 1er                 |
| Finlande         | 1 semaine           | 35e                 |
| France           | 3 semaines          | 101e                |
| Norvège          | 7 semaines          | 23e                 |
| Nouvelle-Zélande | 33 semaines         | 4e                  |
| Pays-Bas         | 15 semaines         | 39e                 |
| Royaume-Uni      | 26 semaines         | 44e                 |
| Suède            | 19 semaines         | 13e                 |
| Suisse           | 22 semaines         | 20e                 |

| Pays             | Certification | Ventes      | Date       |
| ---------------- | ------------- | ----------- | ---------- |
| Allemagne        | Or            | 150 000 +   | 2002       |
| Australie        | 2 × Platine   | 140 000 +   | 2001       |
| Brésil           | Platine       | 125 000 +   | 2003       |
| Canada           | 3 × Platine   | 300 000 +   | 01/02/2002 |
| États-Unis       | 6 × Platine   | 6 000 000 + | 06/01/2003 |
| Nouvelle-Zélande | 2 × Platine   | 30 000 +    | 03/03/2002 |
| Royaume-Uni      | Or            | 100 000 +   | 22/02/2002 |

### Singles
| Année | Single             | Chart                  | Durée du classement | Position |
| ----- | ------------------ | ---------------------- | ------------------- | -------- |
| 2001  | My Sacrifice       | Hot 100                | 29 semaines         | 4e       |
| 2001  | My Sacrifice       | Mainstream Rock Tracks | 28 semaines         | 1er      |
| 2001  | My Sacrifice       | Alternative Songs      | 26 semaines         | 2e       |
| 2001  | My Sacrifice       | UK Singles Chart       | 5 semaines          | 18e      |
| 2002  | My Sacrifice       | Single Top 100         | 9 semaines          | 79e      |
| 2002  | My Sacrifice       | ARIA Charts            | 12 semaines         | 11e      |
| 2002  | My Sacrifice       | RMNZ Singles Top40     | 18 semaines         | 16e      |
| 2002  | My Sacrifice       | Mega Top 50            | 6 semaines          | 44e      |
| 2002  | My Sacrifice       | Schweizer Hitparade    | 2 semaines          | 92e      |
| 2002  | Bullets            | Mainstream Rock Tracks | 12 semaines         | 11e      |
| 2002  | Bullets            | Alternative Songs      | 7 semaines          | 27e      |
| 2002  | Bullets            | UK Singles Chart       | 2 semaines          | 47e      |
| 2002  | One Last Breathe   | Hot 100                | 34 semaines         | 6e       |
| 2002  | One Last Breathe   | Mainstream Rock Tracks | 26 semaines         | 5e       |
| 2002  | One Last Breathe   | Alternative Songs      | 24 semaines         | 17e      |
| 2002  | One Last Breathe   | UK Singles Chart       | 2 semaines          | 47e      |
| 2002  | One Last Breathe   | Single Top 100         | 2 semaines          | 89e      |
| 2002  | One Last Breathe   | ARIA Charts            | 6 semaines          | 43e      |
| 2002  | One Last Breathe   | RMNZ Singles Top40     | 17semaines          | 29e      |
| 2002  | Weathered          | Alternative Songs      | 26 semaines         | 7e       |
| 2003  | Weathered          | Mainstream Rock Tracks | 26 semaines         | 5e       |
| 2003  | Don't Stop Dancing | Adult Top 40           | 12 semaines         | 24e      |
| 2003  | Don't Stop Dancing | ARIA Charts            | 1 semaine           | 48e      |